# Taniela Moa
Taniela Moa (ur. 11 marca 1985 w Tofoa, zm. 16 grudnia 2021 w Auckland) – tongijski rugbysta grający na pozycji łącznika ataku, reprezentant kraju, uczestnik Pucharu Świata 2011, trzykrotny medalista juniorskich mistrzostw świata z nowozelandzkimi reprezentacjami, dwukrotny zwycięzca National Provincial Championship z Auckland.
Zmarł nagle 16 grudnia 2021 roku pozostawiając żonę Fetu’u i trójkę dzieci – Tevita, Benjamin i Kava.

## Kariera klubowa
W trakcie kariery sportowej związany był z regionem Auckland, dla którego rozegrał 58 spotkań, w tym czasie zdobywając Ranfurly Shield oraz dwukrotnie triumfując w National Provincial Championship: w 2005 i 2007. W sezonach 2011–2012 grał natomiast dla Bay of Plenty.
Na poziomie Super Rugby w latach 2007–2010 reprezentował Blues, a w 2011 roku zagrał cztery spotkania dla Chiefs. Wyjechał następnie do Europy, gdzie do 2017 roku związany był z francuskim Pau, z którym występował w Pro D2, Top 14 i ERCC2.

## Kariera reprezentacyjna
Był powoływany do nowozelandzkich reprezentacji juniorskich. Z kadrą U-19 zwyciężył w MŚ 2014, a przez kolejne dwa lata występował w reprezentacji U-21, z którą zdobył brąz światowego czempionatu, zarówno w 2005, jak i w 2006.
W 2008 roku otrzymał powołanie do All Blacks w zastępstwie za kontuzjowanego Andy'ego Ellisa, nie znalazł się jednak w meczowym składzie.
W tongijskiej reprezentacji w latach 2011–2015 rozegrał 21 testmeczów. Wziął udział w kilku edycjach Pucharu Narodów Pacyfiku, a także został wybrany do składu na Puchar Świata w Rugby 2011, gdzie wystąpił we wszystkich czterech meczach fazy grupowej.